# Claudia Cassidy
Claudia Cassidy (1899 - 21 de julio de 1996) fue una crítica de artes escénicas estadounidense del siglo XX. Fue crítica durante mucho tiempo para el Chicago Tribune.
A partir de 1925 fue crítica de música y teatro para The Journal of Commerce. Era tan conocida por dar críticas cáusticas a lo que consideraba malas actuaciones que se ganó el apodo de «Acidy Cassidy». Cassidy tenía una aversión particular a las compañías de gira de espectáculos de Broadway. En la crítica musical, según un artículo de 1993 del Chicago Reader, Rafael Kubelik, fue «prácticamente acosado fuera de la ciudad» por Cassidy.
Aunque tenía fama de criticar con mordacidad, el entusiasmo de Cassidy puede haber sido aún más poderoso. A sus elogios sostenidos por El zoo de cristal en varias columnas se le atribuye haber salvado al espectáculo de cerrar durante las pruebas e impulsarlo a avanzar hacia el éxito de Broadway. Según Philip Rose, A Raisin in the Sun se convirtió en un éxito después de una crítica positiva sorpresa de Cassidy, así como de «buenas críticas en otros periódicos». En 1975, Cassidy recibió el premio Joseph Jefferson. Su último escrito publicado fue para el libro del programa Lyric Opera de 1990-91.
Cassidy estuvo casada con William J. Cassidy durante 57 años. Después de la muerte de su esposo en 1986, Cassidy vivió en el Drake Hotel hasta su muerte en 1996 a la edad de 96 años.
El Teatro Claudia Cassidy del Chicago Cultural Center lleva su nombre en su honor.

## Libros
- Cassidy, Claudia, Europe on the Aisle, Nueva York: Random House, 1954
- Cassidy, Claudia, Lyric Opera of Chicago, Chicago IL: Ópera Lírica de Chicago, 1979. ISBN 0-9603538-0-1